# 第2次長期滞在
第2次長期滞在（だい2じちょうきたいざい、Expedition 2）は、国際宇宙ステーションへの2度目の長期滞在ミッションである。

## 乗組員
| 機長                                         | フライトエンジニア1                          | フライトエンジニア2                          |
| -------------------------------------------- | -------------------------------------------- | -------------------------------------------- |
| ユーリー・ウサチェフ, ロシア連邦宇宙局 4度目 | スーザン・ヘルムズ, アメリカ航空宇宙局 5度目 | ジェームズ・ヴォス, アメリカ航空宇宙局 5度目 |

## ミッションパラメータ
- 近点:384km
- 遠点:396km
- 軌道傾斜角:51.6°
- 軌道周期:92分

- ドッキング:2001年3月10日06:38 UTC
- ドッキング解除:2001年8月20日14:51:30 UTC
- ドッキング時間:163日08時間13分30秒

## ミッションの目的
国際宇宙ステーションへの2回目の長期滞在を行う3人の乗組員は、2001年3月8日に打ち上げられたスペースシャトル・ディスカバリーのSTS-102で、ISSに到着した。彼らは、公式には2001年3月18日から、4ヶ月に及ぶ滞在を開始し、163日をISSで、167日を宇宙で過ごした後、2001年8月22日にSTS-105で地球に帰還したとされている。第2次長期滞在の乗組員は全て、STS-101にも参加していた。その中でヴォスは、STS-101でジェフリー・ウィリアムズと共に宇宙遊泳を行った。
この長期滞在の期間中、人体研究ラック（HRF）、Active Rack Isolation SystemとPayload Equipment Restraint Systemを積んだ2つのEXPRESSラック等の実験施設がISSに向けて打ち上げられた。また、今後実験が可能になるようにデスティニーの準備も整えられた。
宇宙で活動や生活をする乗組員をどのように宇宙線から守るのかについて理解を深める事に大きな関心が寄せられた。長期間の宇宙線への曝露は、人間の細胞に損傷を与え、癌化や中枢神経系の損傷を引き起こす可能性があるとされた。
第2次長期滞在の期間中には、以下の4回のISSのミッションと1回のソユーズのミッションが行われた。
- 5A.1（STS-102）3月
- 6A（STS-100）4月
- 4R（ソユーズTM-32）4月
- 7A（STS-104）7月
- 7A.1（STS-105）8月

## ミッションの徽章
第2次長期滞在の徽章には、乗組員が乗り込んだ瞬間のISSの姿が描かれている。ISSは地球の上を飛んでおり、ISSが科学研究や宇宙での国際協調を通じて世界の利益に貢献していることを表している。2という数字は2回目の長期滞在を表しており、その近くにはロシア語と英語それぞれで国際宇宙ステーションの省略形を表す、キリル文字のMKSという文字とラテン文字のISSという文字が描かれている。アメリカ合衆国の国旗とロシアの国旗は、このミッションに参加している宇宙飛行士の国籍を表している。背景の星について訪ねられた際、報道官は次のように答えた。「我々の国際宇宙ステーションの建設を成功に導いてくれた、宇宙産業で働く数千の人々を表している。」